# O holder Tag, erwünschte Zeit, BWV 210
O holder Tag, erwünschte Zeit, BWV 210 (O feliç dia, anhelat moment), és una cantata profana de Johann Sebastian Bach per a una festa de noces, estrenada a Leipzig, probablement entre 1738 i 1741.

## Origen i context
L'origen d'aquesta cantata és molt incert, no es coneix l'autor del text, la data de composició ni de l'estrena, ni tampoc els contraents – aspecte sobre el que s'han fet diverses suposicions –, en tot cas es tractava de gent influent i bons amants de la música. Es conserven unes partitures que semblen pertànyer, però, a una versió anterior BWV 210a de la que no es coneix tampoc el destinatari ni el text. El catàleg recull algunes cantates destinades a bodes, unes a la cerimònia religiosa com les BWV 195, BWV 196 i BWV 197, i d‘altres a la celebració social, com aquesta, la BWV 202 i la BWV 216, que ens ha arribat incompleta.

## Anàlisi
Obra escrita per a soprano, flauta travessera, oboè d'amor, corda i baix continu. Consta de deu números, amb el soprano com a únic solista i estructurada en cinc parelles recitatiu-ària.
1. Recitatiu (soprano): O holder Tag, erwünschte Zeit (O feliç dia, anhelat moment)
2. Ària (soprano): Spielet, ihr beseelten Lieder (Entoneu alegres cançons)
3. Recitatiu (soprano): Doch, haltet ein (Però, detureu-vos ara)
4. Ària (soprano): Ruhet hie, matte Töne (Calleu, febles melodies)
5. Recitatiu (soprano): So glaubt man denn, dass die Musik verführe (Cal pensar, doncs, que la música sedueix)
6. Ària (soprano): Schweigt, ihr Flöten, schweigt, ihr Töne (Guardeu silenci flautes, calleu melodies)
7. Recitatiu (soprano): Was Luft? was Grab? (Quina atmosfera? quina fossa?)
8. Ària (soprano): Großer Gönner, dein Vergnügen (Gran protector, la teva satisfacció)
9. Recitatiu (soprano): Hochteurer Mann, so fahre ferner fort (Continueu, benvolgut gran senyor)
10. Ària (soprano): Seid beglückt, edle beide (Que tingueu sort, noble parella)

Comença l'obra amb un recitatiu acompanyat per tota la corda que anuncia l'alegre dia del casament, seguida d'una ària da capo, amb l'oboè i el primer violí que té una aire de dansa, que exigeix a la veu una flexibilitat, tessitura i coloratura elevades, que invita a participar els convidats. En el recitatiu secco següent es fa callar la música perquè els nuvis, en silenci, han d'oferir les seves pregàries per segellar el seu enllaç. L'ària corresponent, número 4, molt contrastada, en forma ternària i un ritornello de violí, oboè i continu que enllaça cadascuna de les transicions. L'inici Ruhet hie, matte Töne (Calleu, dolces melodies), té un aire pastoral i idíl·lic, insisteix en la idea que l'harmonia, la música, no és la panacea per a un matrimoni feliç. De tota manera, en el recitatiu següent es torna a defensar la força de la música com ajuda de l'amor conjugal. L'ària del número 6 té una estructura poc habitual, amb quatre seccions; l'acompanyament de la flauta i el continu, requereix unes bones habilitats dels solistes. El recitatiu següent és un parlament llarg que introdueix l'ària del número 8, una sarabanda amb la intervenció de l'oboè, la corda i el continu; aquest passatge l'utilitzà Bach posteriorment com a número 11 de la cantata BWV 30a. L'últim recitatiu amb tot el conjunt instrumental, igual que el primer, es dirigeix un cop més als nuvis i els exhorta a demanar la protecció de la música. L'obra acaba amb una ària ternària i tots els instruments que desitja sort i felicitat a la nova parella. Té una durada aproximada d'uns trenta-cinc minuts.

## Discografia seleccionada
- J.S. Bach: Secular Cantatas BWV 210 & 211. Helmuth Rilling, Bach-Collegium Stuttgart, Sibylla Rubens. (Hanssler), 1999.
- J.S. Bach: Wedding Cantatas. Reinhard Goebel, Musica Antiqua Köln, Christian Schäfer. (Deutsche Grammophon), 1999.
- J.S. Bach: Secular Cantatas VII. Peter Schreier Kammerorcheter Berlin, Lucia Popp. (Berlin Classics), 1981.

J.S. Bach: Complete Cantatas Vol. 5. Ton Koopman, Amsterdam Baroque Orchestra & Choir, Lisa Larsson. (Challenge Classics), 2006.
J.S. Bach: Secular Cantatas Vol. 2. Bernard Labadie, Les Violons du Roy, Dorothea Röschmann. (Dorian), 1995.
- J.S. Bach: Secular Cantatas BWV 210. Joshua Rifkin, The Bach Ensemble, Judith Nelson. (Nonesuch), 1981.
- J.S. Bach: Secular Cantatas BWV 210. Joshua Rifkin, Bach Concertino Osaka, Naomi Satake. (Mainich Classics), 2005.
- J.S. Bach: Wedding Cantatas. Christopher Hogwood, Academy of Ancient Music, Emma Kirkby. (Virgin), 1996.
- J.S. Bach: Secular Cantatas BWV 210 & 211. Masaaki Suzuki, Bach Collegium Japan, Carolyn Sampson. (BIS), 2003.